# 施皮格尔河

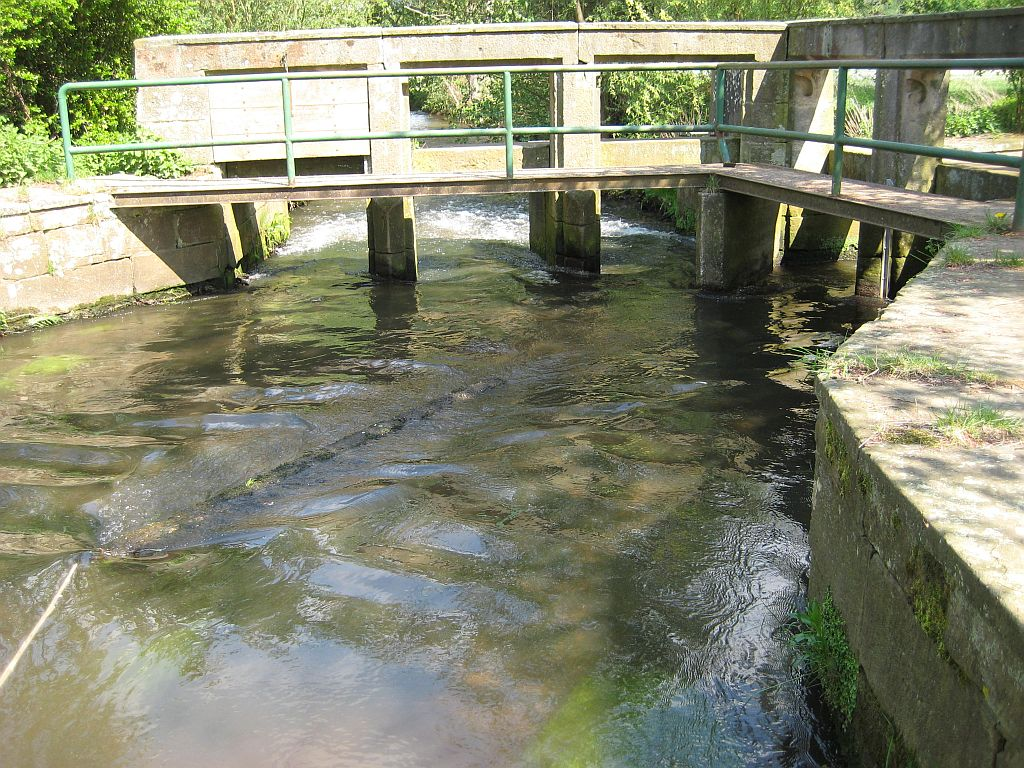

施皮格尔河（德語：Spiegelbach）是德國的河流，屬於萊茵河的支流，位於莱茵兰-普法尔茨，發源自奥特斯海姆以北，河道全長9.2公里，流域面積約54,592平方公里。